# 愛媛県道204号長井方堀江線
愛媛県道204号長井方堀江線（えひめけんどう204ごう なんかたほりえせん）は、愛媛県松山市を通る一般県道である。

## 概要

### 路線データ
- 総延長：8.5 km
  - 本線 8.2 km（松山市客～松山市堀江町）
  - バイパス 0.3 km（松山市堀江町～松山市堀江町）
- 起点：松山市客 （愛媛県道20号松山北条線・愛媛県道179号湯山北条線交点）
- 終点：松山市堀江町 （堀江港交差点　愛媛県道347号平田北条線交点）

## 歴史
- 1958年（昭和33年）6月27日 - 愛媛県告示第566号により、本路線を整理番号70番として県道に認定される[1]。
- 1972年（昭和47年）3月16日 - 愛媛県が愛媛県道204号長井方堀江線として認定。
- 1996年（平成8年）12月 - 本線北側にバイパス道路が開通する[2][3]。

## 地理

### 通過する自治体
- 松山市

### 交差する道路
- 国道196号（松山北条バイパス）
- 愛媛県道20号松山北条線
- 愛媛県道179号湯山北条線（愛媛県道20号松山北条線との重複区間）
- 愛媛県道347号平田北条線

### 重複区間
- 愛媛県道20号松山北条線（松山市客～松山市菅沢町）
- 愛媛県道179号湯山北条線（松山市客～松山市菅沢町）

### 交差する鉄道
- JR四国 予讃線

### 沿線
- 笹ヶ峠
- 西之谷城址
- 松山市役所 堀江支所
- 松山市立堀江小学校
- 堀江公民館
- JA松山市 堀江支所
- JR四国予讃線 堀江駅
- 堀江港

### 起点について
本路線の起点は松山市客長井方（路線認定当時、北条市大字客小字長井方）となっている。しかし路線認定当初から現在に至るまで、起点から松山市菅沢町まで愛媛県道179号湯山北条線と重複（現在はさらに愛媛県道20号松山北条線とも重複）しており単独区間として路線認定されたことはない。

### 愛媛県道204号長井方堀江線バイパス
本路線終点付近である堀江町内は、自動車同士のすれ違いも困難な狭小区間であった。そのためJR堀江駅をはさむ形で国道196号松山北条バイパス開通に合わせて、本路線の北側に片側1車線が確保されたバイパス道路が完成した。